# Angel at My Table
Pour les articles homonymes, voir Un ange à ma table.
Angel at My Table est un groupe luxembourgeois de pop rock, originaire de Luxembourg, actif entre 2009 et 2015.

## Histoire
Le groupe est formé par 3 membres (Joe, Tom, Adriel) de l'ancien groupe Javies. En février 2010 sort le premier single City Romance, qui parvient à se placer dans le top 3 des charts luxembourgeois pendant 12 semaines. Le 10 avril de la même année, un EP homonyme sort. Le 27 juin 2010, ils se produisent au Rock-A-Field Festival à Rüiser, et le 4 juillet 2010 au Rock um Knuedler de Luxembourg. Le 15 juillet 2010, ils jouent en première partie de Good Charlotte. Le 12 août 2010, ils se produisent pour la première fois en Allemagne à Püttlingen chez Rocco del Schlacko. En décembre, ils font une représentation à Santander, en Espagne, dans le cadre des Myspace Eurodemo Finales. Auparavant, ils donnent 3 concerts à Vienne.
Le 5 avril 2011, Angel at My Table joue pour la première fois en Belgique. Les 20 et 21 avril 2011, ils se produisent au Luxembourg en ouverture de One Republic. Après leur prestation du 27 mai au festival Food for Your Senses, le groupe effectue une petite tournée en Allemagne et en Autriche. L'un de ces concerts a lieu au Frequency Festival à Sankt Pölten, en Autriche, où ils ouvrent pour Kaiser Chiefs, The Kooks, Feeder, Friendly Fires et les Chemical Brothers.
Le 30 septembre 2011, Angel at My Table accueille Jennifer Rostock, qui jouait dans Dikrech. Le 25 novembre, ils jouent en tête d'affiche à Trèves. Le lendemain, ils assistent au festival Sonic Visions au Rockhal d'Esch-Uelzecht. Le 25 février 2012, ils sortent leur deuxième EP In a Heartbeat. Le groupe allemand Betray Your Idols se produit en tant que groupe principal lors de la soirée de sortie qui s'est tenue au Kufa à Esch. Angel at My Table participe au concours de groupes Rock am Ring, où le meilleur groupe du festival du Nürburgring pouvait remporter une performance en tant que nouveau venu. Ils atteignent la finale et jouent le 19 mai 2012 au Skaters Palace de Münster pour la place gratuite au Rock-am-Ring, remportée par le groupe de punk rock Destination Anywhere. 
En 2012, ils se produisent également au Rock-a-Field, à la Fête de la musique, au Rock-um-Knuedler et au festival e-lake. Au festival e-lake, ils jouent sur la scène principale avec Kool Savas, Bakushan, Emil Bulls, et Mutiny on the Bounty. Le 3 mars 2012, Angel at My Table est invité dans l'émission Ben's Club, diffusée sur RTL Télé Lëtzebuerg. Le 31 août 2012, le groupe participe à la tournée estivale In a Heartbeat, qui dure jusqu'au 9 septembre et traverse la Belgique, l'Allemagne, le Luxembourg, la France et la Grande-Bretagne. La première tournée de concerts à travers l'Australie, qui comprenait cinq représentations, est lancée le 18 novembre 2012. En mars 2013, Angel at My Table donne deux concerts à Toronto, et un à Hamilton lors de la Semaine de la musique canadienne. À l'été 2013, Tom quitte le groupe et Jimmy Braun devient le nouveau guitariste. En octobre 2013, ils enregistrent leur premier album Light avec Paul Leavitt (All Time Low, Dangerous Summer, VersaEmerge, Circa Survive) à Baltimore, Maryland, aux États-Unis. La soirée de sortie du premier album Light a lieu le 17 mai 2014 au studio avec le soutien du groupe local Thoughts of the 4 and Five Cent Cones.
Le 21 février 2015, le groupe annonce la dissolution du groupe sur sa page Facebook. Le dernier concert du groupe a lieu le 9 mai 2015 au Café De Gudde Wëllen de la ville. Le guitariste Jimmy Braun lance peu de temps après le projet à succès Austinn. L'autre guitariste Jimmy Leen joue également dans le groupe Versus You et Mad Fox.

## Discographie

### Albums studio
- 2014 : Light

### EP
- 2010 : City Romance
- 2012 : In a Heartbeat

### Singles
- 2010 : City Romance (#1 du chart RTL Radio Lëtzebuerg)
- 2011 : Never Break Promises